# 사벌초등학교
사벌초등학교는 대한민국 경상북도 상주시 사벌국면 덕담리에 있는 공립 초등학교이다.

## 학교 연혁
- 1934년 10월 15일 사벌공립보통학교(4년제 2학급) 개교설립인가 8월 15일
- 1938년 4월 1일 사벌공립심상소학교로 개칭[1]
- 1940년 3월 31일 6년제로 개편
- 1941년 4월 1일 사벌공립국민학교로 개칭[2]
- 1981년 3월 1일 병설유치원 개원
- 1996년 3월 1일 사벌초등학교로 개칭[3]
- 1999년 3월 1일 매호초등학교 통합
- 2005년 3월 1일 두릉초등학교 통합
- 2007년 3월 1일 화달초등학교 통합
- 2020년 1월 31일 제83회 졸업식(졸업생: 9명) (졸업생 총수: 6,520명)
- 2020년 3월 1일 7학급 편성(학생수 52명), 유치원(11명)
- 2020년 3월 1일 제25대 신철순 교장 부임
- 2021년 1월 13일 제84회 졸업식(졸업생: 11명) (졸업생 총수: 6,531명)
- 2021년 3월 1일 7학급 편성(학생수 54명), 유치원(10명)

## 학교 상징
- 교화 - 개나리 : 순박하고 유연한 개나리처럼 정직한 사람
- 교목 - 향나무 : 사철 푸르고 향기높은 향나무처럼 진실하고 변함없는 사랑

## 참고 자료
- 사벌초등학교 - 한국교육학술정보원 학교알리미